# Herbert Walter Levi
Herbert Walter Levi (3 de enero de 1921 – 3 de noviembre de 2014) fue profesor emérito de zoología y curador de aracnología en el Museo de Zoología Comparada de la Universidad de Harvard. Nació en Alemania y se educó allí y en la escuela Leighton Park, en Reading, Inglaterra. Luego recibió su educación superior en la Universidad de Connecticut y la Universidad de Wisconsin. Levi es autor de unos 150 artículos científicos sobre arañas y conservación biológica. Es el autor de la popular Guía Dorada Las arañas y sus parientes, con Lorna Rose Levi (su esposa) y Herbert Zim.
Levi recibió el Premio Eugene Simon 2007 de la Sociedad Internacional de Aracnología «por su inmensa influencia en la investigación sobre arañas en Estados Unidos». Fue miembro honorario electo de la Sociedad Aracnológica Americana. 
Levi fue miembro del consejo editorial del Journal of Arachnology.
El género pseudoescorpión Levichelifer, la especie de araña Anisaedus levii y la especie de araña látigo Phrynus levii  reciben su nombre en su honor.

## Publicaciones seleccionadas
- Levi, Herbert W. (1981). A Guide to Spiders and Their Kin. New York: Golden Press. ISBN 0-307-24021-5.